# Далькаров, Олег Дмитриевич
Олег Дмитриевич Далькаров (р. 28.10.1942) — российский учёный в области ядерной физики, физики элементарных частиц и космических лучей, доктор физико-математических наук, профессор.
После окончания института и аспирантуры работал в ИТЭФ имени А. И. Алиханова. В 1976 г. за работы по теории барион-антибарионных квазиядерных систем был удостоен Премии Ленинского комсомола.
Более 10 лет руководил Отделением ядерной физики и астрофизики ФГБУН Физический институт им. П. Н. Лебедева РАН (Москва).
Доктор физико-математических наук, профессор (1991). Преподаватель вузов, в настоящее время — профессор Московского института электроники и математики ВШЭ, председатель магистерской комиссии МИФИ.
Автор исследований по развитию теории прямых ядерных реакций и аналитической теории рассеяния, работ по теории взаимодействия антипротонов с ядрами.
Главный редактор журнала «Ядерная физика».
Публикации:
- Quasinuclear states in baryon-antibaryon systems [Текст] / O.D. Dalkarov, I.S. Shapiro. — Moscow : [б. и.], 1978. — 36 с. : ил.; 26 см. — (Inst. of theoretical a. experimental physics. Издания; ITEP-154). (Inst. of theoretical a. experimental physics. Издания; ITEP-154)

В 2016 году Ученым советом ФИАН выдвинут кандидатом в члены-корреспонденты РАН по Отделению физических наук по специальности «ядерная физика», но не был избран.